# Battaglia di Černobyl'
La battaglia di Černobyl' è una battaglia che ha interessato la zona di esclusione di Černobyl' e ha portato alla sua conquistata da parte delle forze armate russe il 25 febbraio 2022, durante il primo giorno dell'invasione russa dell'Ucraina. Le forze russe invasero dalla Bielorussia e si impadronirono dell'area della centrale nucleare di Černobyl' immediatamente. Entro il 7 marzo, circa 300 persone (100 lavoratori e 200 guardie ucraine) erano rimaste intrappolate nella centrale a seguito della conquista russa. Il 31 marzo è stato riferito che la maggior parte delle truppe russe si era ritirata dalla centrale.

## Storia

### Antefatti
Il disastro di Černobyl' nel 1986 ha rilasciato nell'ambiente circostante grandi quantità di materiale radioattivo dalla centrale nucleare di Černobyl'. L'area in un raggio di 30 chilometri (19 miglia) che circonda il reattore esploso fu evacuata e sigillata dalle autorità sovietiche. Quest'area è stata formalizzata come zona di alienazione. Dopo lo scioglimento dell'Unione Sovietica, quest'area divenne parte della nuova Ucraina indipendente ed era gestita dal Servizio statale di emergenza dell'Ucraina.
Černobyl' si trova a 130 chilometri a nord di Kiev e vi è una strada regionale che collega Černobyl' a Kiev in condizioni decenti, creando così un corridoio strategico diretto a Kiev, sfruttabile per poter conquistare la capitale. La zona di esclusione si trova proprio al confine con la Bielorussia, un alleato russo che ha consentito appoggio logistico per l'invasione. Il 16 febbraio 2022, le immagini satellitari mostravano le truppe russe che costruivano ponti di barche sui fiumi sul lato bielorusso della zona di esclusione, in preparazione per la conquista dell'Ucraina.

### Conquista della centrale
Nel pomeriggio del 24 febbraio 2022, il primo giorno dell'invasione russa dell'Ucraina, il governo ucraino ha annunciato che le forze russe avevano lanciato un attacco alla zona di esclusione di Černobyl'. Alla fine della giornata, il governo ucraino annunciò che le forze russe avevano conquistato Černobyl' e Pryp"jat'. In seguito alla cattura russa della zona di esclusione, il governo americano ha dichiarato di avere evidenze credibili che i soldati russi stavano tenendo in ostaggio il personale della centrale nucleare.
L'Agenzia internazionale per l'energia atomica (AIEA) all'indomani della conquista ha affermato che "non ci sono state vittime né distruzioni nel sito industriale". La Russia in seguito riferì che stava "lavorando con gli ucraini per proteggere" il sito. Da metà a fine marzo, si sono svolti intensi combattimenti dentro e intorno a Slavutyč, la città costruita per ospitare i lavoratori della centrale nucleare di Černobyl' dopo il disastro. Le forze russe conquistarono brevemente la città prima di ritirarsi a fine marzo/inizio aprile.